# Creurgops
Creurgops is een geslacht van zangvogels uit de familie Thraupidae (Tangaren).

## Soorten
Het geslacht kent de volgende soorten:
- Creurgops dentatus  – Leigrijze tangare
- Creurgops verticalis  – Okerkuiftangare